# Ivan Alexandre Cruz Rosario
Ivan Alexandre Cruz Rosário (ur. 3 maja 1996) – kabowerdeński piłkarz grający na pozycji bramkarza. Jest wychowankiem klubu FC Tirsense.

## Kariera piłkarska
Swoją karierę piłkarską Cruz rozpoczął w klubie Gil Vicente FC. W 2014 roku awansował do pierwszego zespołu.

## Kariera reprezentacyjna
W 2015 roku Cruz został powołany do reprezentacji Republiki Zielonego Przylądka na Puchar Narodów Afryki 2015. Tam był rezerwowym bramkarzem i nie rozegrał żadnego meczu.